# Теура-Веке
Теура-Веке (рум. Tăura Veche) — село у Синжерейському районі Молдови. Адміністративний центр однойменної комуни, до складу якої також входить село Теура-Ноуе.

## Населення
За даними перепису населення 2004 року у селі проживали 535 осіб.
Національний склад населення села:
| Національність | Кількість осіб | Відсоток |
| -------------- | -------------- | -------- |
| українці       | 452            | 84,5%    |
| молдавани      | 80             | 15,0%    |
| росіяни        | 3              | 0,6%     |
| Всього         | 535            | 100%     |